# Nothing, Forever
Nothing, Forever és una comèdia animada interactiva nord-americana generada de manera procedimental que s'emet com a transmissió en directe a Twitch. El programa va ser creat per l'empresa nord-americana d'art digital Mismatch Media, liderat pels desenvolupadors Skyler Hartle i Brian Habersberger. Originalment va començar com una paròdia directa de la sitcom americana Seinfeld i més endavant va prendre un enfocament diferent. La transmissió en directe emet seqüències animades per ordinador en 3D en un estil retro kitsch de baixa resolució, on els personatges interpreten guions generats per IA amb veus generades mitjançant programes per a la síntesi de veu. La primera temporada es va emetre a Twitch des del 14 de desembre de 2022 fins a la suspensió temporal del canal el 6 de febrer de 2023 després dels comentaris polèmics d'un dels personatges. Un cop es va aixecar la suspensió, el programa va fer una breu pausa fins que la segona temporada va debutar el 8 de març, amb un nou repartiment de personatges i un format original diferent al de Seinfeld que va rebre reaccions negatives per part del públic.
Nothing, Forever va experimentar un augment de popularitat el febrer de 2023 després de la cobertura mediàtica del programai la polèmica que va aixecar la suspensió. L'humor sense sentit de l'espectacle, l'estil indiscutible i la possibilitat d'interactuar del públic ha rebut elogis.
El concepte de Nothing, Forever ve de Skyler Hartle, gerent de producte de Microsoft Azure, i Brian Habersberger, físic de polímers, el 2019. Els dos es van conèixer pel videojoc Team Fortress 2. L'espectacle s'inspira en Rabbits, una sèrie de pel·lícules web creades pel cineasta nord-americà David Lynch, i la premissa original de l'espectacle era la de fer un homenatge a la sitcom americana Seinfeld. Hartle va dir que l'obra "va començar originalment com un projecte d'art surrealista i estrany, molt descentrat. Ja després, amb la modernització dels mitjans de comunicació generatius […] el projecte es va enlairar d'una manera boja". Hartle i Habersberger van formar Mismatch Media el 2022, en col·laboració amb Jakob Broaddus, Zale Bush, Nic Freeman, Edward Garmon i Stanley Janoski.
El repartiment de personatges de la primera temporada estava compost per Larry Feinberg, Yvonne Torres, Fred Kastopolous i Zoltan Kakler, versions paròdiques dels personatges de Jerry Seinfeld, Elaine Benes, George Costanza i Cosmo Kramer, respectivament.
Els espectadors poden interactuar amb la transmissió en directe mitjançant la funció de xat de Twitch ; a diferència de la majoria de programes de televisió, la narració de Nothing, Forever pot canviar en funció de les reaccions dels espectadors i gràcies a estar generada de manera procedimental. Quan una guia de programes electrònica fictícia d'estil dels anys 90 amb noms de programes interromp el programa, es generen nous guions de diàleg durant aquests instants de pausa.
La segona temporada canvia el repartiment original de personatges. Els protagonistes passen a ser Leo Borges, Nick Sterling, Kelly Coffee i Manfred Fredman. En lloc de fer espectacles de comèdia stand-up, el personatge principal, Leo, comença cada episodi escrivint al seu bloc personal.
Nothing, Forever es genera procedimentalment . Actualment, el diàleg es genera mitjançant GPT-3, un model de llenguatge d'OpenAI. Altres tecnologies utilitzades inclouen Stable Diffusion, DALL-E i Azure Cognitive Services. Els models d'aprenentatge automàtic es van escriure en Python amb TensorFlow, mentre que l'espectacle es representa amb Unity i C#.
Per finançar l'espectacle, Mismatch Media manté un Patreon ; el nivell més alt del qual permet als espectadors sol·licitar l'aparició d'un personatge basat en ells dins del programa. L'exemple més reconegut és el de xQc, un streamer de Twitch que va comprar el nivell més alt en plena transmissió en directe i va poder veure el personatge basat en la seva persona.

## Suspensió
El 6 de febrer de 2023, el canal de Twitch per a Nothing, Forever va rebre una suspensió de 14 dies. Els desenvolupadors ho van atribuir a un problema de la generació de diàleg. En una declaració a The Washington Post, Hartle va expressar profunda vergonya per l'incident. Twitch no va donar un motiu públic per a la suspensió, però els usuaris de Discord van sospitar que es devia a una broma polèmica feta pel personatge de Feinberg pocs moments abans del tancament del programa. Durant una escena de comèdia de stand-up, el personatge va dir que estava "pensant" en acudits ofensius en els que comparava l'estat de ser transgènere amb una malaltia mental. Seguidament va fer referències a l' agenda gai i al partit liberal estat unidenc. El personatge va observar que "ningú reia" i va aturar bruscament la rutina, preguntant "On havia anat tothom?"
Segons Mismatch Media, el model principal d'OpenAI per a GPT-3, Davinci, havia experimentat problemes que estaven dificultant l'emissió. Els creadors van canviar a Curie, un model bastant menys sofisticat i que, teòricament, va generar aquest "text inadequat". Els creadors van afirmar que les eines de moderació de contingut utilitzades per al model Davinci "no van tenir èxit amb Curie" i no s'havien pugut implementar correctament. Van assegurar que havien resolt el problema amb Davinci i no tornarien a canviar a Curie com a alternativa en el futur.
Mismatch Media va anunciar plans per implementar barreres de seguretat addicionals per evitar contingut inadequat un altre cop. Van afirmar que "sentien molt fermament que era el seu deure com a creadors en l'espai generatiu transformar-lo en un espai segur per tots". També esperaven introduir, finalment, maneres amb que l'audiència del xat de Twitch interactués de manera segura amb l'espectacle i crear una plataforma "en els propers sis a 12 mesos" que permeti a altres crear programes similars. La transmissió va tornar a la normalitat el dia 8 de març
Al voltant del 26 d'octubre de 2023, la transmissió va tornar sense interrupció, amb dos dels seus personatges parats en silenci davant d'una nevera. Això va continuar fins al vespre del dia 30 d'octubre i va rebre cobertura de Kotaku i PC Gamer que van remarcar la comicitat de la situació.

## Recepció
La primera temporada de Nothing, Forever va rebre una acollida majoritàriament positiva. Ash Parrish de The Verge va trobar que el programa era absurd, però humorístic i un avenç cap a una via de la tecnologia molt interessant. Will Shanklin ' Engadget va ser més crític amb l' humor surrealista de l'espectacle, comparant les veus de Larry i Fred amb el personatge de Beavis i Butt-Head Mr. Van Driessen. El compte de Twitter de Seinfeld també va reconèixer el programa, tuitejant un enllaç al canal Twitch i fent referència a la línia de George sobre "carnissers robots" a l'episodi " The Stock Tip ".
Diverses situacions còmiques encara es recullen en compilacions de YouTube molt populars.
En el seu debut, la segona temporada de Nothing, Forever va rebre una resposta molt negativa del públic, que va criticar l'abandonament del format basat en Seinfeld considerat per molts "l'essència del programa". Levi Winslow de Kotaku va assenyalar que "el metahumor que va hi havoa amb la paròdia de Seinfeld s'havia esfumat" i que el nou format es sentia "castrat, com si l'espectacle tan sols fos cancel·lat per ser reviscut de mala manera amb una idea completament diferent".
S'ha comparat el programa amb la transmissió en directe de Twitch Plays <i id="mwrA">Pokémon</i>, un experiment social transmès en directe a Twitch. Un projecte d'estructura similar, AI Sponge, basat en la sèrie de televisió de Bob Esponja, es va començar a transmetre en directe a YouTube i Twitch el març de 2023 després de la popularitat de Nothing, Forever.